# 사스크텔 센터
사스크텔 센터(영어: SaskTel Centre)은 캐나다 서스캐처원주 새스커툰에 있는 경기장이다. 과거 IBA/CBA 서스캐처원 호크스의 홈경기장으로 사용했으면, 현재 CEBL 서스캐처원 래틀러스의 홈경기장으로 사용되고 있다.